# (10578) 1995 LH
(10578) 1995 LH es un asteroide perteneciente a los asteroides que cruzan la órbita de Marte, descubierto el 5 de junio de 1995 por Gordon J. Garradd desde el Observatorio de Siding Spring, Nueva Gales del Sur, Australia.

## Designación y nombre
Designado provisionalmente como 1995 LH.

## Características orbitales
1995 LH está situado a una distancia media del Sol de 2,692 ua, pudiendo alejarse hasta 3,792 ua y acercarse hasta 1,591 ua. Su excentricidad es 0,409 y la inclinación orbital 11,437 grados. Emplea 1613,16 días en completar una órbita alrededor del Sol.
Los próximos acercamientos a la órbita de Júpiter ocurrirán el 10 de diciembre de 2050, el 22 de febrero de 2086 y el 13 de mayo de 2121.

## Características físicas
La magnitud absoluta de 1995 LH es 14,39. 